# Хюнтелар, Клас-Ян
Дирк Ян Клас (Клас-Ян) Хю́нтелар (нидерл. Dirk Jan Klaas "Klaas-Jan" Huntelaar, нидерландское произношение: [ˌklaːˌʃɑn ˈɦʏntəlaːr] (слушать)о файле; родился 12 августа 1983, Вор-Дремпт, Гелдерланд) — нидерландский футболист, нападающий. В чемпионатах Нидерландов 2005/06 и 2007/08 годов он забил по 33 гола и стал лучшим бомбардиром первенства.
Хюнтелар становился игроком года в Нидерландах и игроком года «Аякса» в 2006 году, он играл за молодёжную сборную, которая выиграла в 2006 году чемпионат Европы, Клас-Ян стал лучшим бомбардиром турнира. Он также был зачислен одним из двух нападающих в символическую сборную турнира. Он является лучшим бомбардиром сборной Нидерландов до 21 года с 18 голами в 22 матчах. Хюнтелар играл ранее за ПСВ, «Де Графсхап», АГОВВ Апелдорн, «Херенвен», «Аякс», «Реал Мадрид» и «Милан» до прихода в «Шальке» в августе 2010 года, в составе которого он стал лучшим бомбардиром в 2011/12 сезоне Бундеслиги с 29 голами.
Серебряный призёр чемпионата мира 2010 и бронзовый призёр чемпионата мира 2014.

## Биография
Хюнтелар родился в деревне Вор-Дремпт, когда ему было всего шесть недель, его семья переехала в Хеммело. Он жил с родителями (Дирком-Яном и Мод Хюнтелар) и двумя братьями (Ником и Йелле). В возрасте пяти лет Клас-Ян вместе со своими братьями присоединился к местной футбольной команде «ВВХ эн К», где играл в течение следующих шести лет. В детстве его приглашали играть в клубе «Гоу Эхед Иглз» из Девентера, но сделке помешала большая удалённость деревни от города, а у семьи не было денег, чтобы каждый день возить Класа-Яна на тренировки.

## Клубная карьера

### Карьера на молодёжном уровне
Вскоре он был замечен скаутами клуба «Де Графсхап» и 6 апреля 1994 года подписал свой первый контракт в возрасте 11 лет. В течение двух лет в команде Хюнтелар играл на различных позициях, включая левого нападающего, атакующего полузащитника, левого защитника и даже вратаря. Только через три года тренер начал использовать его в качестве центрального нападающего.
В сезоне 1997/98 14-летний Хюнтелар был основным нападающим молодёжной команды «Де Графсхапа» и забил 33 гола в 20 матчах. В следующем сезоне его включили в дублирующий состав клуба, и в сезоне 1999/2000 он стал лучшим бомбардиром лиги с 31 голом.

### ПСВ
В 2000 году Хюнтелар перешёл в молодёжный состав ПСВ. Он переехал в Эйндховен с условием, что клуб предоставит жильё его семье.
В своём первом сезоне в ПСВ Хюнтелар быстро зарекомендовал себя как хороший форвард, забив 26 голов в 23 играх и стал лучшим бомбардиром в молодёжной лиге. Во втором сезоне в ПСВ Хюнтелар был зачислен в основную команду, которой руководил Гус Хиддинк. Он дебютировал за основную команду 23 ноября 2002 года в матче против «Розендала». Хюнтелар вышел на замену во втором тайме вместо Матея Кежмана на 76-й минуте. Однако, этот матч оказался для него первым и последним в составе ПСВ.

#### Аренда в «Де Графсхап» и АГОВВ
К началу 2003 года Хюнтелар стал мало появляться в основном составе ПСВ, и он был отдан в аренду в свой первый клуб «Де Графсхап». Он дебютировал за новый клуб 8 февраля 2003 года в матче против «Розендала», заменив Ханса ван де Хару. 16 февраля 2003 года Хюнтелар впервые появился в стартовом составе. Это произошло в матче против «Херенвена». Последний матч за «Де Графсхап» Хюнтелар сыграл против «Зволле» 29 мая 2003 года. Хюнтелар отыграл за «Де Графсхап» 9 матчей и не забил ни одного гола.
В начале сезона 2003/04 Хюнтелар вновь был отдан в аренду, на этот раз в АГОВВ из Апелдорна. В первом матче он забил гол в ворота «Осса», а затем оформил хет-трик в матче против «Хераклеса». В том сезоне он забил 26 голов в 35 матчах и стал лучшим бомбардиром лиги, а также был назван лучшим игроком сезона. В честь Хюнтелара около стадиона клуба был установлен стенд.

### «Херенвен»
После возвращения из аренды Хюнтелар отказался подписывать новый контракт с ПСВ и перешёл в «Херенвен» за 100 тысяч евро. Тренер «Херенвена» Ример ван дер Вельде также был доволен трансфером Хюнтелара: 
Он очень хороший нападающий, который может помочь нам выступить лучше, чем в предыдущем сезон. Если вы забиваете 15 голов, я не могу на вас жаловаться.
Хюнтелар начал сезон с гола в ворота АЗ. Второй гол игрока за «Херенвен» принёс победу над «Родой». Меньше чем через месяц он оформил дубль в матче против «НАК Бреда», но команда не смогла победить. В октябре он оформил два дубля: сначала в матче с «Утрехтом», затем — с «Ден Босх». К зимнему перерыву Хюнтелар забил 10 голов в 17 матчах. Вторую часть сезона нападающий начал с голов в ворота «Ден Босха» и НАК Бреды. Однако, в дальнейшие восемь туров Хюнтелар не смог забить ни одного гола. Ближе всего к концу апреля успех возобновился, он оформил хет-трик в матче против «Розендала». В последнем туре чемпионата Хюнтелару удалось отличиться голом в матче с НЕК. Всего он забил 16 голов в 31 игре чемпионата, а его результативность во многом помогла «Херенвену» пробиться в Кубок УЕФА.
В сезоне 2005/06 Хюнтелар сделал хороший старт, забив гол в первом туре в ворота «Витесса», но, несмотря на это, «Херенвен» сыграл вничью 2:2. В августе и сентябре Клас-Ян забивал в матчах против «Роды» и «Хераклеса». В октябре его хет-трик помог команде одержать победу над «Бредой» со счётом 3:0, а в ноябре он забивал важные голы, которые приносили победы в матчах с «Гронингеном» и «Спартой». В последние месяцы чемпионата перед перерывом Хюнтелар находился в хорошей форме, забив в четырёх матчах 7 голов.
В зимнее трансферное окно Хюнтелар перешёл в «Аякс». Примечательно то, что последний матч Хюнтелара за «Херенвен» был против «Аякса» и в том матче нападающий забил.

### «Аякс»
В январе 2006 года Хюнтелар подписал контракт с «Аяксом». Сумма сделки составила 9 миллионов евро. Хюнтелар дебютировал за новый клуб 15 января 2006 года против клуба НЕК. В феврале Хюнтелар забил девять голов в семи матчах за «Аякс», в том числе в матче Лиги чемпионов против «Интера». Хюнтелар также забил в матче квалификации Лиги чемпионов против «Гронингена». В матче кубка Нидерландов против «Роды» он забил два гола, столько же — в финале кубка. За сезон он забил 44 гола в 47 играх, «Аякс» занял 2 место. Он был признан самым перспективным игроком сезона в Нидерландах и стал лучшим бомбардиром чемпионата.
В июле 2006 года Хюнтелар стал первым игроком, который забил на новом стадионе «Арсенала» «Эмирэйтс Стэдиум» в прощальном матче Дениса Бергкампа. Он был назначен вице-капитаном «Аякса» на сезон 2006/07. Хюнтелар забил два гола за «Аякс» в матче квалификации Лиги чемпионов против «Копенгагена». В первом матче «Аякс» выиграл со счётом 2:1, но в Копенгагене они проиграли 2:0. «Аякс» продолжил играть в Кубке УЕФА, где Хюнтелар забил семь голов в семи матчах. В чемпионате Нидерландов Хюнтелар забил 21 гол за сезон. «Аякс» снова финишировал вторым. Хюнтелар забил два мяча в ответном матче плей-офф за место в Лиге чемпионов против «Херенвена». Затем «Аякс» победил АЗ со счётом 4:2 по сумме двух матчей за место в третьем квалификационном раунде Лиги чемпионов. В кубке Нидерландов Хюнтелар забил четыре гола в шести матчах, в том числе в финале против АЗ, который закончился со счетом 1:1. Хюнтелар забил решающий гол в серии пенальти. «Аякс» выиграл со счётом 8:7. Хюнтелар забил 36 голов в 51 матче во всех соревнованиях.
В сезоне 2007/08 Хюнтелар образовал связку с Луисом Суаресом. В том сезоне «Аякс» снова выбыл из Лиги чемпионов на отборочном этапе. Он проиграл клубу «Славия Прага». «Аякс» также выбыл из Кубка УЕФА. В двух матчах против «Динамо Загреб» Хюнтелар забил 2 гола, но этого было недостаточно для того, чтобы обеспечить «Аяксу» место в групповом этапе. В первом матче чемпионата Нидерландов Хюнтелар забил четыре гола «Де Графсхапу», матч закончился со счётом 8:1. После завершения карьеры Япа Стама в октябре 2007 года Хюнтелар был назначен временным капитаном до возвращения опытного полузащитника Эдгара Давидса. 6 апреля 2008 года Хюнтелар забил в матче чемпионата Нидерландов «Де Графсхапу», в том матче он оформил хет-трик, забив свой 100-й гол в чемпионатах Нидерландов. Только Деннис Бергкамп и Дирк Кёйт сумели сделать это до 25-летия. Хюнтелар закончил сезон с 33 голами в 34 матчах, став лучшим бомбардиром в чемпионате. Также он стал первым игроком со времён ван Бастена, который сделал это в 21 год.
В начале сезона 2008/09 Марко ван Бастен был назначен тренером «Аякса» и назначил Хюнтелара капитаном команды. Хюнтелар забил девять голов в 15 матчах во всех соревнованиях, однако, 9 ноября 2008 года в матче против «Спарты» из Роттердама он получил разрыв связок. Он полностью восстановился через восемь недель и ушёл из «Аякса» в зимнее межсезонье.

### «Реал Мадрид»
В начале декабря 2008 года «Реал» достиг соглашения с «Аяксом» о трансфере Хюнтелара в январе. Стоимость составила 20 миллионов евро. Хюнтелар дебютировал за новый клуб 4 января 2009 года в матче против «Вильярреала». До своего дебютного гола он сыграл только один матч в основе и 4 раза выходил на замену. Хюнтелар забил в матче против «Спортинг Хихон». «Реал» планировал включить в заявку на Лигу чемпионов Хюнтелара и Лассану Диарру, но оба футболиста уже играли в турнирах УЕФА в том сезоне за другие клубы, а правило УЕФА позволяет включить только одного нового игрока в заявку, был выбран Диарра. Хюнтелар забил восемь голов в 20 матчах (13 игр в основе и 7 выходов на замену) за полсезона в «Реале».

### «Милан»
В августе 2009 года Хюнтелар был продан «Милану», как сообщалось, за 15 млн евро, был подписан четырёхлетний контракт. 14 августа 2009 года Хюнтелар дебютировал в «Милане» в матче товарищеского турнира. Он не мог играть в начале сезона из-за травмы. 29 августа Хюнтелар дебютировал за «Милан» в чемпионате, выйдя на замену в матче против «Интернационале». 29 ноября 2009 года он сделал дубль в матче против «Катании», в том числе забил дебютный гол в Италии .
После матча тренер клуба Леонардо заявил, что даст Хюнтелару больше шансов. Тем не менее, Хюнтелар не появлялся в основе несколько следующих матчей и забил только один гол в ворота «Дженоа». Это было обусловлено тем, что набрал хорошую форму Марко Боррьелло, но потом он получил травму. Хюнтелар воспользовался возможностью закрепиться в составе, забив гол «Удинезе». Затем он забил ещё один гол «Фиорентине» после выходя на замену. Когда Марко Боррьелло вернулся, он был в плохой форме, и ожидалось, что Хюнтелар будет играть чаще, но Леонардо решил ставить в основу Филиппо Индзаги. Несколько недель спустя, 3 апреля, Хюнтелар начал матч против «Кальяри» и забил эффектный гол с 30 метров.

### «Шальке 04»
31 августа 2010 года немецкий клуб «Шальке 04» и «Милан» достигли соглашения о продаже Хюнтелара за 14 миллионов евро. 19 сентября 2010 года он забил свой первый гол за «Шальке» в матче против дортмундской «Боруссии». Он оформил дубль в Лиге чемпионов в матче группового этапа против «Олимпик Лион» 24 ноября 2010 года. 21 мая 2011 года Хюнтелар забил в финале кубка Германии. Для «Шальке» это был первый трофей за девять лет.
31 июля 2011 года Хюнтелар вышел в основном составе вместе с Раулем в матче кубка Германии против «Тенингена». Хюнтелар оформил покер, а его команда обыграла со счётом 11:1 клуб из любительской лиги Зюдбаден. После проигрыша со счётом 3:0 «Штутгарту» в день открытия 2011/12 сезона Бундеслиги «Шальке» и Хюнтелар показали, что проигрыш не оказал серьёзного влияния на моральное состояние команды. Они победили «Кёльн» со счётом 5:1 на «Фельтинс-Арене». «Кёльн» вышел вперёд на первых минутах игры благодаря голу Лукаса Подольски, однако, Хюнтелар оформил хет-трик, а игра его команды во втором тайме обеспечила первые очки в сезоне. Хюнтелар продолжил свою голевую серию в следующие выходные, забив на 57-й минуте гол в ворота «Майнца» после передачи партнёра по нападению, Рауля. Перед этим «Шальке» пропустил два гола за 12 минут, но Хюнтелар начал активно действовать во второй половине матча, что принесло его команде победу со счётом 4:2 на выезде. 25 августа 2011 года Хюнтелар оформил покер, в том числе два пенальти, в матче отборочного раунда плей-офф Лиги Европы УЕФА против финского ХИКа, что позволило «Шальке» отыграть поражение в первом матче (2:0) и выйти в групповой этап при суммарном счёте 6:3.
В начале сезона 2011/2012 Хуб Стевенс занял пост главного тренера после увольнения Ральфа Рангника. Хюнтелар забил в первой игре сезона в ворота «Гамбурга» ударом из-за штрафной на 73-й минуте. Хюнтелар находился в хорошей форме и оформил хет-трик в матче против «Твенте» в Лиге Европы. Игра закончилась со счётом 4:1. Это был его 38 гол в 37 игре. Также Хюнтелар забил победный гол в матче против «Кайзерслаутерна». Он забил ещё два гола «Байеру» 24 марта. Матч закончился со счётом 2:0. Хюнтелар продолжил забивать в еврокубках и чемпионате. Он отметился победным голом в матче с «Вердером». За счёт этого выигрыша «Шальке» квалифицировался в Лигу чемпионов. За сезон он забил 48 голов в 48 играх и помог занять «Шальке» 3-е место. Также он стал лучшим бомбардиром чемпионата. Это был первый случай, когда это звание завоевал голландец.
В первых двух матчах сезона 2012/13 с «Ганновером» и «Аугсбургом» соответственно, Хюнтелар отличился. 18 сентября 2012 в Лиге чемпионов забил в ворота «Олимпиакоса». 28 сентября отличился в матче с «Фортуной». 3 октября в Лиге чемпионов забил «Монпелье», а 24 октября, также в Лиге чемпионов забил «Арсеналу». В матче кубка Германии 30 октября против «Зандхаузена» Хюнтелар также отличился. В ответном матче с «Арсеналом» в Лиге чемпионов он забил гол. 23 декабря Хюнтелар продлил контракт с «Шальке» до 2015 года. Хюнтелар забил в рурском дерби против «Боруссии», но в том же матче получил травму. 28 апреля, оправившись после повреждения, голландец триумфально вернулся на поле. В игре 31-го тура Бундеслиги против «Гамбурга» Клас-Ян сделал хет-трик и отдал результативную передачу на Мишеля Бастоса, а «гельзенкирхенцы» уверенно одержали победу со счетом 4:1.
В первом матче сезона 2013/14 против «Гамбурга» Хюнтелар сделал дубль, а матч закончился со счётом 3:3. 15 февраля Клас-Ян забил победный гол в ворота «Байера». В Лиге чемпионов Хюнтелар забил единственный гол «Шальке» в матче против мадридского «Реала». Всего за сезон в Бундеслиге он сыграл 18 матчей и забил 12 голов.
31 января 2015 года Хюнтелар получил красную карточку за подкат против игрока «Ганновера» Мануэля Шмидебаха. Немецкий футбольный союз установил ему дисквалификацию в шесть матчей, которую «Шальке» обжаловало. 10 марта Хюнтелар сыграл в ответном матче Лиги чемпионов против своего бывшего клуба, «Реал Мадрид». Голландец сделал дубль на «Сантьяго Бернабеу» и помог своей команде выиграть со счётом 4:3, однако, по сумме двух матчей победил «Реал» (4:5). Но при всём при этом, Клас-Ян не забивал в Бундеслиге с ноября 2014 года. Его стали критиковать фанаты и тренер команды. Однако, серия закончилась 2 мая 2015 года, когда он забил гол в ворота «Штутгарта».
8 августа 2015 года Хюнтелар забил свой дебютный гол в новом сезоне и помог «Шальке» обыграть «Дуйсбург» 5:0 в первом туре кубка Германии по футболу. До нового года он забил лишь четыре мяча в чемпионате, два из которых были оформлены в проигранном «Шальке» матче против дортмундской «Боруссии». Но уже после перерыва нидерландский форвард начал стабильно забивать, а несколько мячей принесли команде очки: так его гол в ворота той же «Боруссии» спас «Шальке» от поражения, а точный выстрел в игре с «Гамбургом» — победу. Всего за сезон в Бундеслиге он провёл 31 матч и забил 12 голов.
Первую половину сезона 2016/17 провел сверхнеудачно, забив 1 гол в Бундеслиге.

### Возвращение в «Аякс»
1 июня 2017 года покинул «Шальке 04» и вернулся в «Аякс», контракт с 33-летним футболистом был подписан на один год. В 2019 году Хюнтелар стал обладателем Эредивизи, Кубка и Суперкубка Нидерландов. 12 декабря 2020 года, нападающий объявил о завершении профессиональной карьеры по окончании сезона 2020/2021. 14 января 2021 года забил два гола за три минуты и принёс «Аяксу» победу над «Твенте».

### Возвращение в «Шальке 04»
19 января 2021 года, «Шальке 04» объявили о подписание контракта с Хюнтеларом до конца сезона. 30 января дебютировал за клуб во встрече против бременского «Вердера». После гола в проигранном матче против «Байер 04», нидерландский нападающий самым старым автором гола в истории «Шальке 04». 15 мая гол Хюнтелара помог одержать волевую победу над клубом «Айнтрахт Франкфурт». 3 июня 2021 года, «Шальке 04» объявил о том что не будет продлевать аренду нидерландского нападающего после вылета во Вторую Бундеслигу. В марте 2022 года, стало известно что Хюнтелар вошёл в руководство «Аякс» и занял пост в спортивном отделе клуба, заменив на этом посту уволенного Марка Овермарса.

## Карьера в сборной

### Молодёжная сборная
Хюнтелар сыграл на чемпионате мира среди молодёжных команд 2001 года и забил 2 гола на турнире. После того, как он забил 44 гола в 47 матчах за «Херенвен» и «Аякс» в течение сезона 2005/06, Хюнтелар был включён в предварительную заявку на Чемпионат мира 2006 года, но в окончательный список не попал, однако, его фамилия была в заявке на чемпионат Европы среди юношеских команд в Португалии. Хюнтелар стал лучшим бомбардиром турнира с четырьмя голами, в том числе два гола в финале 4 июня 2006. Это был первый подобный трофей для Нидерландов. Хюнтелар был включён в символическую команду того турнира. Хюнтелар остаётся лучшим бомбардиром молодёжной сборной Нидерландов с 18 голами в 22 матчах.

### Первая сборная
После высоких достижений с молодёжной командой в 2006 Хюнтелар был вызван тренером основной команды Марко ван Бастеном на следующий матч против сборной Ирландии 16 августа 2006 года. Хюнтелар забил 2 гола и отдал 2 голевые передачи. Матч закончился со счётом 4:0. Таким образом, он стал первым за последние 28 лет голландским игроком, которому удалось забить в первом же матче за сборную, после Дика Наннинга.
После этого Хюнтелар был вызван в сборную в октябре 2007 года на матчи отборочного турнира Евро-2008 против Румынии и Словении. В связи с травмой Руда Вана Нистелроя Хюнтелар начал игру со Словенией в стартовом составе и забил свой первый гол в официальном матче. Также он забил в матче с Румынией.
С уходом из сборной ван Нистелроя Хюнтелар стал основным игроком команды и попал в заявку на матч с Исландией. Он побил рекорд результативности в международных матчах, забив 14 голов в 25 матчах. Хюнтелар был включён в предварительный состав команды на чемпионат мира 2010. 27 мая 2010 года тренер сборной Берт ван Марвейк объявил окончательный состав на чемпионат мира, в который входил Хюнтелар.
Хюнтелар вышел на замену во второй игре чемпионата мира против Японии. Матч закончился со счётом 1:0, единственный гол забил Уэсли Снейдер. 24 июня 2010 года в матче с Камеруном Хюнтелар вышел на замену вместо Робина ван Перси и забил гол на 83-й минуте встречи, которая завершилась со счётом 2:0. Хюнтелар также заменил ван Перси в игре против Словакии и матче четвертьфинала против Бразилии. Он остался на скамейке запасных в финале против Испании. Матч закончился в дополнительное время. На 116-й минуте встречи Андрес Иньеста забил Нидерландам победный гол.
3 сентября 2010 года он оформил хет-трик в матче отборочного турнира к Евро-2012 против Сан-Марино на «Стадио Олимпико». Матч закончился со счётом 5:0. 7 сентября 2010 года он также отличился в матче с Финляндией. 12 октября 2010 Хюнтелар оформил дубль в матче против Швеции. Он стал лучшим бомбардиром квалификации забив 12 голов (у ближайшего преследователя Мирослава Клозе 8 точных попаданий).
На чемпионате мира 2014 Хюнтелар вышел на замену в матче 1/8 финала против Мексики, когда Нидерланды проигрывали со счётом 0:1. Он отдал результативную передачу на Уэсли Снейдера и забил победный гол с пенальти в компенсированное время, выведя свою команду в четвертьфинал. По состоянию на ноябрь 2014 года он провёл 69 матчей и забил в них 38 голов.
После неудачного отборочного цикла к ЧЕ-2016, спустя год, 1 сентября 2016 года, был вызван на матч с Грецией, но на поле не вышел.

### Матчи за сборную Нидерландов
| Матчи Хюнтелара за сборную Нидерландов | Матчи Хюнтелара за сборную Нидерландов | Матчи Хюнтелара за сборную Нидерландов | Матчи Хюнтелара за сборную Нидерландов | Матчи Хюнтелара за сборную Нидерландов | Матчи Хюнтелара за сборную Нидерландов |
| -------------------------------------- | -------------------------------------- | -------------------------------------- | -------------------------------------- | -------------------------------------- | -------------------------------------- |
| №                                      | Дата                                   | Соперник                               | Счёт                                   | Голы Хюнтелара                         | Соревнование                           |
| 1                                      | 16 августа 2006                        | Ирландия                               | 4 : 0                                  | 2                                      | Товарищеский матч                      |
| 2                                      | 2 сентября 2006                        | Люксембург                             | 1 : 0                                  | -                                      | Отборочные матчи ЧЕ-2008               |
| 3                                      | 6 сентября 2006                        | Беларусь                               | 3 : 0                                  | -                                      | Отборочные матчи ЧЕ-2008               |
| 4                                      | 15 ноября 2006                         | Англия                                 | 1 : 1                                  | -                                      | Товарищеский матч                      |
| 5                                      | 7 февраля 2007                         | Россия                                 | 4 : 1                                  | -                                      | Товарищеский матч                      |
| 6                                      | 24 марта 2007                          | Румыния                                | 0 : 0                                  | -                                      | Отборочные матчи ЧЕ-2008               |
| 7                                      | 2 июня 2007                            | Республика Корея                       | 2 : 0                                  | -                                      | Товарищеский матч                      |
| 8                                      | 6 июня 2007                            | Таиланд                                | 3 : 1                                  | -                                      | Товарищеский матч                      |
| 9                                      | 17 октября 2007                        | Словения                               | 2 : 0                                  | 1                                      | Отборочные матчи ЧЕ-2008               |
| 10                                     | 6 февраля 2008                         | Хорватия                               | 3 : 0                                  | 1                                      | Товарищеский матч                      |
| 11                                     | 26 марта 2008                          | Австрия                                | 4 : 3                                  | 2                                      | Товарищеский матч                      |
| 12                                     | 24 мая 2008                            | Украина                                | 3 : 0                                  | 1                                      | Товарищеский матч                      |
| 13                                     | 17 июня 2008                           | Румыния                                | 2 : 0                                  | 1                                      | Финальные матчи ЧЕ-2008                |
| 14                                     | 20 августа 2008                        | Россия                                 | 1 : 1                                  | -                                      | Товарищеский матч                      |
| 15                                     | 6 сентября 2008                        | Австралия                              | 1 : 2                                  | 1                                      | Товарищеский матч                      |
| 16                                     | 10 сентября 2008                       | Македония                              | 2 : 1                                  | -                                      | Отборочные матчи ЧМ-2010               |
| 17                                     | 11 октября 2008                        | Исландия                               | 2 : 0                                  | 1                                      | Отборочные матчи ЧМ-2010               |
| 18                                     | 15 октября 2008                        | Норвегия                               | 1 : 0                                  | -                                      | Отборочные матчи ЧМ-2010               |
| 19                                     | 11 февраля 2009                        | Тунис                                  | 1 : 1                                  | 1                                      | Товарищеский матч                      |
| 20                                     | 28 марта 2009                          | Шотландия                              | 3 : 0                                  | 1                                      | Отборочные матчи ЧМ-2010               |
| 21                                     | 1 апреля 2009                          | Македония                              | 4 : 0                                  | 1                                      | Отборочные матчи ЧМ-2010               |
| 22                                     | 6 июня 2009                            | Исландия                               | 2 : 1                                  | -                                      | Отборочные матчи ЧМ-2010               |
| 23                                     | 10 июня 2009                           | Норвегия                               | 2 : 0                                  | -                                      | Отборочные матчи ЧМ-2010               |
| 24                                     | 12 августа 2009                        | Англия                                 | 2 : 2                                  | -                                      | Товарищеский матч                      |
| 25                                     | 5 сентября 2009                        | Япония                                 | 3 : 0                                  | 1                                      | Товарищеский матч                      |
| 26                                     | 9 сентября 2009                        | Шотландия                              | 1 : 0                                  | -                                      | Отборочные матчи ЧМ-2010               |
| 27                                     | 10 октября 2009                        | Австралия                              | 0 : 0                                  | -                                      | Товарищеский матч                      |
| 28                                     | 14 ноября 2009                         | Италия                                 | 0 : 0                                  | -                                      | Товарищеский матч                      |
| 29                                     | 18 ноября 2009                         | Парагвай                               | 0 : 0                                  | -                                      | Товарищеский матч                      |
| 30                                     | 3 марта 2010                           | США                                    | 2 : 1                                  | 1                                      | Товарищеский матч                      |
| 31                                     | 26 мая 2010                            | Мексика                                | 2 : 1                                  | -                                      | Товарищеский матч                      |
| 32                                     | 5 июня 2010                            | Венгрия                                | 6 : 1                                  | -                                      | Товарищеский матч                      |
| 33                                     | 19 июня 2010                           | Япония                                 | 1 : 0                                  | -                                      | Финальные матчи ЧМ-2010                |
| 34                                     | 24 июня 2010                           | Камерун                                | 2 : 1                                  | 1                                      | Финальные матчи ЧМ-2010                |
| 35                                     | 28 июня 2010                           | Словакия                               | 2 : 1                                  | -                                      | Финальные матчи ЧМ-2010                |
| 36                                     | 2 июля 2010                            | Бразилия                               | 2 : 1                                  | -                                      | Финальные матчи ЧМ-2010                |
| 37                                     | 3 сентября 2010                        | Сан-Марино                             | 5 : 0                                  | 3                                      | Отборочные матчи ЧЕ-2012               |
| 38                                     | 7 сентября 2010                        | Финляндия                              | 2 : 1                                  | 2                                      | Отборочные матчи ЧЕ-2012               |
| 39                                     | 8 октября 2010                         | Молдова                                | 1 : 0                                  | 1                                      | Отборочные матчи ЧЕ-2012               |
| 40                                     | 12 октября 2010                        | Швеция                                 | 4 : 1                                  | 2                                      | Отборочные матчи ЧЕ-2012               |
| 41                                     | 17 ноября 2010                         | Турция                                 | 1 : 0                                  | 1                                      | Товарищеский матч                      |
| 42                                     | 10 февраля 2011                        | Австрия                                | 3 : 1                                  | 1                                      | Товарищеский матч                      |
| 43                                     | 4 июня 2011                            | Бразилия                               | 0 : 0                                  | -                                      | Товарищеский матч                      |
| 44                                     | 8 июня 2011                            | Уругвай                                | 1 : 1                                  | -                                      | Товарищеский матч                      |
| 45                                     | 2 сентября 2011                        | Сан-Марино                             | 11 : 0                                 | 2                                      | Отборочные матчи ЧЕ-2012               |
| 46                                     | 6 сентября 2011                        | Финляндия                              | 2 : 0                                  | -                                      | Отборочные матчи ЧЕ-2012               |
| 47                                     | 7 октября 2011                         | Молдова                                | 1 : 0                                  | 1                                      | Отборочные матчи ЧЕ-2012               |
| 48                                     | 11 октября 2011                        | Швеция                                 | 2 : 3                                  | 1                                      | Отборочные матчи ЧЕ-2012               |
| 49                                     | 15 ноября 2011                         | Германия                               | 0 : 3                                  | -                                      | Товарищеский матч                      |
| 50                                     | 29 февраля 2012                        | Англия                                 | 3 : 2                                  | 1                                      | Товарищеский матч                      |
| 51                                     | 26 мая 2012                            | Болгария                               | 1 : 2                                  | -                                      | Товарищеский матч                      |
| 52                                     | 30 мая 2012                            | Словакия                               | 2 : 0                                  | -                                      | Товарищеский матч                      |
| 53                                     | 2 июня 2012                            | Северная Ирландия                      | 6 : 0                                  | -                                      | Товарищеский матч                      |
| 54                                     | 9 июня 2012                            | Дания                                  | 0 : 1                                  | -                                      | Финальные матчи ЧЕ-2012                |
| 55                                     | 13 июня 2012                           | Германия                               | 1 : 2                                  | -                                      | Финальные матчи ЧЕ-2012                |
| 56                                     | 17 июня 2012                           | Португалия                             | 1 : 2                                  | -                                      | Финальные матчи ЧЕ-2012                |
| 57                                     | 15 августа 2012                        | Бельгия                                | 2 : 4                                  | 1                                      | Товарищеский матч                      |
| 58                                     | 11 сентября 2012                       | Венгрия                                | 4 : 1                                  | 1                                      | Отборочные матчи ЧМ-2014               |
| 59                                     | 12 октября 2012                        | Андорра                                | 3 : 0                                  | 1                                      | Отборочные матчи ЧМ-2014               |
| 60                                     | 14 августа 2013                        | Португалия                             | 1 : 1                                  | -                                      | Товарищеский матч                      |
| 61                                     | 17 мая 2014                            | Эквадор                                | 1 : 1                                  | -                                      | Товарищеский матч                      |
| 62                                     | 4 июня 2014                            | Уэльс                                  | 2 : 0                                  | -                                      | Товарищеский матч                      |
| 63                                     | 29 июня 2014                           | Мексика                                | 2 : 1                                  | 1                                      | Финальные матчи ЧМ-2014                |
| 64                                     | 5 июля 2014                            | Коста-Рика                             | 0 : 0 (пен. 4:3)                       | -                                      | Финальные матчи ЧМ-2014                |
| 65                                     | 9 июля 2014                            | Аргентина                              | 0 : 0 (пен. 2:4)                       | -                                      | Финальные матчи ЧМ-2014                |
| 66                                     | 10 октября 2014                        | Казахстан                              | 3 : 1                                  | 1                                      | Отборочные матчи ЧЕ-2016               |
| 67                                     | 13 октября 2014                        | Исландия                               | 0 : 2                                  | -                                      | Отборочные матчи ЧЕ-2016               |
| 68                                     | 12 ноября 2014                         | Мексика                                | 2 : 3                                  | -                                      | Товарищеский матч                      |
| 69                                     | 16 ноября 2014                         | Латвия                                 | 6 : 0                                  | 2                                      | Отборочные матчи ЧЕ-2016               |
| 70                                     | 28 марта 2015                          | Турция                                 | 1 : 1                                  | 1                                      | Отборочные матчи ЧЕ-2016               |
| 71                                     | 31 марта 2015                          | Испания                                | 2 : 0                                  | -                                      | Товарищеский матч                      |
| 72                                     | 5 июня 2015                            | США                                    | 3 : 4                                  | 2                                      | Товарищеский матч                      |
| 73                                     | 12 июня 2015                           | Латвия                                 | 2 : 0                                  | -                                      | Отборочные матчи ЧЕ-2016               |
| 74                                     | 3 сентября 2015                        | Исландия                               | 0 : 1                                  | -                                      | Отборочные матчи ЧЕ-2016               |
| 75                                     | 10 октября 2015                        | Казахстан                              | 2 : 1                                  | -                                      | Отборочные матчи ЧЕ-2016               |
| 76                                     | 13 октября 2015                        | Чехия                                  | 2 : 3                                  | 1                                      | Отборочные матчи ЧЕ-2016               |

Итого: 76 матчей / 42 гола; 48 побед, 15 ничьих, 13 поражений.
(откорректировано по состоянию на 13 октября 2015)

### Неофициальные матчи за сборную Нидерландов
| Неофициальные матчи Хюнтелара за сборную Нидерландов | Неофициальные матчи Хюнтелара за сборную Нидерландов | Неофициальные матчи Хюнтелара за сборную Нидерландов | Неофициальные матчи Хюнтелара за сборную Нидерландов | Неофициальные матчи Хюнтелара за сборную Нидерландов | Неофициальные матчи Хюнтелара за сборную Нидерландов |
| ---------------------------------------------------- | ---------------------------------------------------- | ---------------------------------------------------- | ---------------------------------------------------- | ---------------------------------------------------- | ---------------------------------------------------- |
| №                                                    | Дата                                                 | Соперник                                             | Счёт                                                 | Голы Хюнтелара                                       | Соревнование                                         |
| 1                                                    | 22 мая 2012                                          | Бавария (Мюнхен)                                     | 2 : 3                                                | 1                                                    | Товарищеский матч                                    |

Итого: 1 матч / 1 гол; 1 поражение.

## Стиль игры
Хюнтелар эффективен в атаке и часто забивает голы в падении. Он хорошо играет головой, имеет хорошо поставленный дальний удар, хотя штрафные почти никогда не исполняет. У Хюнтелара высокая результативность: он стал лучшим бомбардиром чемпионата Нидерландов 2005/06 (33 гола в 31 игре), 2007/08 (33 гола в 34 играх), чемпионата Европы среди молодёжи 2006 и Бундеслиги сезона 2011/12 (29 голов в 32 играх). Его прозвище «Охотник» (англ. Hunter) произошло от его фамилии в контексте способности много забивать. Стиль игры Хюнтелара сравнивают со стилями двух его соотечественников: Марко ван Бастена и Руда ван Нистелроя. Луи ван Гал так описывал игру Клас-Яна: 
В штрафной площади он является лучшим игроком в мире, без исключения.

## Личная жизнь
Хюнтелар с 2000 года состоит в отношениях с Мэдди Схолдерман, 28 января 2001 года брак был узаконен. До свадьбы Мэдди работала в амстердамской школе для детей с ограниченными возможностями. 9 апреля 2009 года незадолго до отъезда из Мадрида у пары родился первый ребёнок, мальчик по имени Себ, по словам Мэдди, они были очень счастливы. 20 июля 2011 у них родился второй сын Аксель.

## Достижения

### Командные
«Аякс»
- Чемпион Нидерландов: 2018/19
- Обладатель Кубка Нидерландов (3): 2005/06, 2006/07, 2018/19
- Обладатель Суперкубка Нидерландов (3): 2006, 2007, 2019

«Шальке 04»
- Обладатель Кубка Германии: 2011
- Обладатель Суперкубка Германии: 2011

Сборная Нидерландов
- Вице-чемпион мира: 2010
- Бронзовый призёр чемпионата мира: 2014

### Личные
- Футбольный талант года в Нидерландах: 2006
- Лучший бомбардир чемпионата Европы среди молодёжных команд: 2006
- Лучший бомбардир Высшего дивизиона Нидерландов (2): 2006, 2008
- Лучший бомбардир немецкой Бундеслиги: 2012
- Лучший бомбардир Лиги Европы УЕФА: 2012[160]
- Включён в состав символической сборной немецкой Бундеслиги по версии Kicker: 2011/12[161]
- Лучший бомбардир в истории молодёжной сборной Нидерландов: 18 голов
- Обладатель приза IFFHS лучшему бомбардиру национальных чемпионатов: 2006[162]

## Статистика выступлений

### Клубная карьера
| Клуб                    | Сезон                | Лига | Лига | Кубки | Кубки | Еврокубки | Еврокубки | Прочие | Прочие | Итого | Итого |
| Клуб                    | Сезон                | Игры | Голы | Игры  | Голы  | Игры      | Голы      | Игры   | Голы   | Игры  | Голы  |
| ----------------------- | -------------------- | ---- | ---- | ----- | ----- | --------- | --------- | ------ | ------ | ----- | ----- |
| ПСВ                     | 2002/03              | 1    | 0    | 0     | 0     | 0         | 0         | 0      | 0      | 1     | 0     |
| ПСВ                     | 2003/04              | 0    | 0    | 0     | 0     | 0         | 0         | 0      | 0      | 0     | 0     |
| ПСВ                     | Итого                | 1    | 0    | 0     | 0     | 0         | 0         | 0      | 0      | 1     | 0     |
| Де Графсхап (аренда)    | 2002/03              | 9    | 0    | 1     | 0     | 0         | 0         | 0      | 0      | 10    | 0     |
| Де Графсхап (аренда)    | Итого                | 9    | 0    | 1     | 0     | 0         | 0         | 0      | 0      | 10    | 0     |
| АГОВВ Апелдорн (аренда) | 2003/04              | 35   | 26   | 2     | 1     | −         | −         | 0      | 0      | 37    | 27    |
| АГОВВ Апелдорн (аренда) | Итого                | 35   | 26   | 2     | 1     | 0         | 0         | 0      | 0      | 37    | 27    |
| Херенвен                | 2004/05              | 31   | 16   | 1     | 0     | 7         | 3         | 0      | 0      | 39    | 19    |
| Херенвен                | 2005/06              | 15   | 17   | 1     | 1     | 6         | 2         | 0      | 0      | 22    | 20    |
| Херенвен                | Итого                | 46   | 33   | 2     | 1     | 13        | 5         | 0      | 0      | 61    | 39    |
| Аякс                    | 2005/06              | 16   | 16   | 3     | 5     | 2         | 1         | 4      | 2      | 25    | 24    |
| Аякс                    | 2006/07              | 32   | 21   | 6     | 4     | 9         | 9         | 4      | 2      | 51    | 36    |
| Аякс                    | 2007/08              | 34   | 33   | 2     | 1     | 4         | 2         | 5      | 0      | 45    | 36    |
| Аякс                    | 2008/09              | 10   | 6    | 1     | 1     | 4         | 2         | 0      | 0      | 15    | 9     |
| Аякс                    | Итого                | 92   | 76   | 12    | 11    | 19        | 14        | 13     | 4      | 136   | 105   |
| Реал Мадрид             | 2008/09              | 20   | 8    | 0     | 0     | 0         | 0         | 0      | 0      | 20    | 8     |
| Реал Мадрид             | Итого                | 20   | 8    | 0     | 0     | 0         | 0         | 0      | 0      | 20    | 8     |
| Милан                   | 2009/10              | 25   | 7    | 2     | 0     | 3         | 0         | 0      | 0      | 30    | 7     |
| Милан                   | Итого                | 25   | 7    | 2     | 0     | 3         | 0         | 0      | 0      | 30    | 7     |
| Шальке 04               | 2010/11              | 24   | 8    | 3     | 2     | 8         | 3         | 0      | 0      | 35    | 13    |
| Шальке 04               | 2011/12              | 32   | 29   | 3     | 5     | 12        | 14        | 1      | 0      | 48    | 48    |
| Шальке 04               | 2012/13              | 26   | 10   | 2     | 2     | 7         | 4         | 0      | 0      | 35    | 16    |
| Шальке 04               | 2013/14              | 18   | 12   | 1     | 1     | 2         | 1         | 0      | 0      | 21    | 14    |
| Шальке 04               | 2014/15              | 28   | 9    | 1     | 0     | 8         | 5         | 0      | 0      | 37    | 14    |
| Шальке 04               | 2015/16              | 31   | 12   | 2     | 1     | 7         | 3         | 0      | 0      | 40    | 16    |
| Шальке 04               | 2016/17              | 16   | 2    | 3     | 2     | 5         | 1         | 0      | 0      | 24    | 5     |
| Шальке 04               | Итого                | 175  | 82   | 15    | 13    | 49        | 31        | 1      | 0      | 240   | 126   |
| Аякс                    | 2017/18              | 28   | 13   | 1     | 0     | 3         | 0         | 0      | 0      | 32    | 13    |
| Аякс                    | 2018/19              | 28   | 16   | 4     | 3     | 11        | 4         | 0      | 0      | 43    | 23    |
| Аякс                    | 2019/20              | 18   | 9    | 4     | 0     | 10        | 1         | 0      | 0      | 32    | 10    |
| Аякс                    | 2020/21              | 11   | 7    | 0     | 0     | 3         | 0         | 0      | 0      | 14    | 7     |
| Аякс                    | Итого                | 85   | 45   | 9     | 3     | 27        | 5         | 0      | 0      | 121   | 53    |
| Всего за «Аякс»         | Всего за «Аякс»      | 177  | 121  | 21    | 14    | 46        | 19        | 13     | 4      | 257   | 158   |
| Шальке 04               | 2020/21              | 9    | 2    | 0     | 0     | 0         | 0         | 0      | 0      | 9     | 2     |
| Шальке 04               | Итого                | 9    | 2    | 0     | 0     | 0         | 0         | 0      | 0      | 9     | 2     |
| Всего за «Шальке 04»    | Всего за «Шальке 04» | 184  | 84   | 15    | 13    | 49        | 31        | 1      | 0      | 249   | 128   |
| Всего за карьеру        | Всего за карьеру     | 497  | 279  | 43    | 29    | 111       | 55        | 14     | 4      | 665   | 367   |

### Выступления за сборную
| Сборная          | Год              | Отборочные матчи ЧМ | Отборочные матчи ЧМ | Финальные матчи ЧМ | Финальные матчи ЧМ | Отборочные матчи ЧЕ | Отборочные матчи ЧЕ | Финальные матчи ЧЕ | Финальные матчи ЧЕ | Товарищеские матчи | Товарищеские матчи | Итого | Итого |
| Сборная          | Год              | Игры                | Голы                | Игры               | Голы               | Игры                | Голы                | Игры               | Голы               | Игры               | Голы               | Игры  | Голы  |
| ---------------- | ---------------- | ------------------- | ------------------- | ------------------ | ------------------ | ------------------- | ------------------- | ------------------ | ------------------ | ------------------ | ------------------ | ----- | ----- |
| Нидерланды       | 2006             |                     |                     | 0                  | 0                  | 2                   | 0                   |                    |                    | 2                  | 2                  | 4     | 2     |
| Нидерланды       | 2007             |                     |                     |                    |                    | 2                   | 1                   |                    |                    | 3                  | 0                  | 5     | 1     |
| Нидерланды       | 2008             | 3                   | 1                   |                    |                    |                     |                     | 1                  | 1                  | 5                  | 5                  | 9     | 7     |
| Нидерланды       | 2009             | 5                   | 2                   |                    |                    |                     |                     |                    |                    | 6                  | 2                  | 11    | 4     |
| Нидерланды       | 2010             |                     |                     | 4                  | 1                  | 4                   | 8                   |                    |                    | 4                  | 2                  | 12    | 11    |
| Нидерланды       | 2011             |                     |                     |                    |                    | 4                   | 4                   |                    |                    | 4                  | 1                  | 8     | 5     |
| Нидерланды       | 2012             | 2                   | 2                   |                    |                    |                     |                     | 3                  | 0                  | 5                  | 2                  | 10    | 4     |
| Нидерланды       | 2013             | 0                   | 0                   |                    |                    |                     |                     |                    |                    | 1                  | 0                  | 1     | 0     |
| Нидерланды       | 2014             |                     |                     | 3                  | 1                  | 3                   | 3                   |                    |                    | 3                  | 0                  | 9     | 4     |
| Нидерланды       | 2015             |                     |                     |                    |                    | 5                   | 2                   |                    |                    | 2                  | 2                  | 7     | 4     |
| Всего за карьеру | Всего за карьеру | 10                  | 5                   | 7                  | 2                  | 20                  | 18                  | 4                  | 1                  | 35                 | 16                 | 76    | 42    |